# Radio Sud
Radio SUD – lokalna, stacja radiowa nadająca swój 24-godzinny program na częstotliwości 101,7 MHz w Kępnie oraz 89,7 MHz w Ostrzeszowie.
Radio SUD swoim początkiem sięga 1992 roku Założycielami radia są Jerzy Stempin oraz Andrzej Mroziński. W 15-lecie istnienia, tak radio napisało o sobie: „Dzisiaj kępińskie radio jest już zwyczajną codziennością. Wpisało się w krajobraz społecznego życia regionu. Ale dla całego ambitnego i wciąż młodego zespołu (...) nadal najważniejsza jest obowiązująca od początku dewiza: Przez ucho do serca!”.
Nadajnik o mocy 1 kW umieszczony jest na elewatorze zbożowym przy ul. Grabowskiej 7 w Kępnie. Anteny o wysokości 80 m zawieszone są na dachu budynku, czyli 174 m n.p.m..
Oprócz Kępna, Radia SUD można słuchać  w takich miejscowościach jak:
- na zachód - woj. dolnośląskie (Syców, Oleśnica);
- na południe - woj. opolskie (Namysłów, Kluczbork);
- na wschód - woj. łódzkie (Wieruszów, Wieluń);
- na północ - woj. wielkopolskie (Ostrzeszów, Ostrów Wlkp.)[6].